# 삼공 (유적)
삼공(三孔)은 취푸 시에 있는 공자 연고의 사적인 공부, 공묘, 공림을 삼공이라고 하여 1994년 유네스코 세계문화유산으로 등록되었다.

## 공묘
공자를 제사 지내는 사당이다. 공자의 사후 그 가르침을 존경한 황제들에 의해서 자금성, 대묘와 대등한 중국 3대 궁정건축의 하나로 여겨지며, 중국의 대표적 건축물이라고 할 수 있다.

## 공부
공자의 직계의 자손이 대대로 살아 온 생활 주거 공간이다.

## 공림
200 헥타아르 면적의 공자와 그 자손들의 무덤이 있는 곳이다.

## 등록 기준
이 세계 유산은 세계유산 등록기준에 있어서의 아래의 기준을 만족시켰다고 보여졌기 때문에 등록이 되었다.
(i) 인류의 창조적 천재의 걸작을 표현한 것
(iv) 인류의 역사상 중요한 시대를 예증하는 어떤 형식의 건조물, 건축물군, 기술의 집적, 또는 경관의 현저한 예.
(vi) 현저한 보편적인 의의를 가지는 사건, 현존 하는 전통, 사상, 신앙 또는 예술적, 문학적 작품과 직접 또는 명백하게 관련하는 것.

## 같이 보기
- 중화인민공화국의 세계유산